# Renia brevirostralis
Renia brevirostralis är en fjärilsart som beskrevs av Augustus Radcliffe Grote 1872. Renia brevirostralis ingår i släktet Renia och familjen nattflyn. Inga underarter finns listade.